# Kraft och skönhet
Kraft och skönhet (tyska: Wege zu Kraft und Schönheit – Ein Film über moderne Körperkultur) är en tysk stumfilm från 1925 med manus och regi av Nicholas Kaufmann och Wilhelm Prager. Filmen producerades av Universum Film AG.
Filmen skildrar en idealiserad väg till hälsa och skönhet, "Freikörperkultur" (naturism), i enlighet med naturen och var ett uttryck för "Lebensreform", dåtidens reformrörelse. På sin tid erbjöd filmen en kontrast till den ofta hopplösa situation som många upplevde i Berlin och andra storstäder i Tyskland under 1920-talet, och filmen blev en omedelbar framgång. Efter en tid blev den en av de mest populära och viktiga tyska kulturfilmerna i sin tid.
Filmen hade premiär i Sverige den 17 mars 1926 på Palladium i Stockholm.
Kända personer som förekommer I filmen är Josephine Baker, Johnny Weissmuller, Leni Riefenstahl och den svenska balettdansaren Jenny Hasselquist. 

## Medverkande
- Josef Holub
- La Jana
- Eva Liebenberg1
- Niddy Impekoven
- Kitty Cauer
- Hertha von Walther
- Tamara Karsavina
- Carolina de la Riva
- Lydia Impekoven
- Peter Wladimiroff
- Jenny Hasselquist
- Baku Ishii
- Konami Ishii
- Ellen Petz
- Camilla Horn
- Gerhart Hauptmann
- Leni Riefenstahl
- Rudolf Bode
- Jack Dempsey
- Rocky Knight
- Bess Mensendieck
- Rudolf Kobs
- Babe Ruth
- Johnny Weissmuller
- Loren Murchison
- Arthur Porrit
- Helen Wills
- Benito Mussolini